# My Best Gal
Pour plus de détails, voir Fiche technique et Distribution.
My Best Gal est un film américain en noir et blanc réalisé par Anthony Mann, sorti en 1944.

## Synopsis
Danny O'Hara, un ancien artiste de music-hall, est déçu quand sa petite-fille Kitty ne veut pas poursuivre la tradition familiale car elle considère le monde du « show business » trop instable. Ils travaillent tous les deux au Greenway Drugstore à New York, le lieu de ralliement de l'auteur Johnny McCloud et de sa bande d'amis. 
Johnny a écrit une revue et Kitty, amoureuse de Johnny, conspire avec lui pour que le script soit présenté à Ralph Hodges, un producteur de Broadway. Hodges, passionné d'astrologie, n'est pas intéressé par le travail de Johnny mais sa secrétaire, Miss Simpson, promet de trouver une manière de lui reproposer le script. Plus tard, pendant que Kitty se prépare pour son premier rendez-vous avec Johnny, Danny convainc ce dernier de faire en sorte que le producteur de radio Harry Gage entende Kitty. Alors qu'elle chante une ballade romantique à Johnny, Kitty découvre Danny et Gage qui se cachent et disparaît avant que Gage ait pu lui offrir du travail. Ce même soir, Johnny et Danny présentent leurs excuses à Kitty et Johnny lui apprend qu'il doit partir à l'armée dans deux jours.
Le lendemain, Kitty et Danny envoient M. Porter, le directeur du drugstore, à la chasse et attirent Hodges dans le magasin sous le prétexte que son astrologue favori, le professeur Trumball, en fait Danny avec une fausse barbe. Le but est qu'il entende ainsi les chansons de Johnny, mais le plan échoue.
Après diverses péripéties, le show sera monté néanmoins, et Kitty s'arrangera même pour qu'il soit représenté au campement où Johnny est affecté. Avec le soldat Johnny McCloud en chef d'orchestre et Kitty dans le rôle principal, le spectacle remporte un grand succès.

## Fiche technique
- Titre original : My Best Gal
- Réalisation : Anthony Mann
- Scénario : Olive Cooper et Earl Felton, d'après une histoire de Richard Brooks
- Direction artistique : Gano Chittenden, Russell Kimball
- Décors : Earl Wooden
- Costumes : Adele Palmer
- Photographie : Jack A. Marta
- Son : Fred Stahl
- Montage : Ralph Dixon
- Musique : Marlin Skiles
- Direction musicale : Morton Scott
- Chorégraphie : Dave Gould
- Producteur : Herbert J. Yates, Harry Grey
- Société de distribution et de production : Republic Pictures
- Pays de production :  États-Unis
- Langue originale : anglais américain
- Format : noir et blanc — 35 mm — 1,37:1 — son : mono (RCA Sound System)
- Genre : comédie dramatique, film musical
- Durée : 67 minutes
- Dates de sortie :
  - États-Unis :28 mars 1944

## Distribution
- Jane Withers : Kitty O'Hara
- Jimmy Lydon : Johnny McCloud
- Frank Craven : Danny O'Hara
- Fortunio Bonanova : Charlie
- George Cleveland : Ralph Hodges
- Franklin Pangborn : M. Porter
- Mary Newton : Miss Simpson
- Jack Boyle : Freddy

## Chansons du film
- "I've Got the Flyingist Feeling", "Where There's Love", "The Upsy-Downsy" : paroles et musique de Kim Gannon et Walter Kent
- "Ida, Sweet as Apple Cider" :  musique d'Eddie Munson, paroles d'Eddie Leonard